# Nora Dunn
Nora Eloise Dunn (Chicago, 29 aprile 1952) è un'attrice statunitense.

## Biografia
È un'attrice che incomincia a recitare alla fine degli anni ottanta.
Tra i suoi numerosi lavori vi è Una settimana da Dio del 2003 in cui interpreta Ally Loman; Laws of Attraction - Matrimonio in appello del 2004 in cui interpreta il giudice Abramovitz. Inoltre ha recitato nella serie TV Criminal Minds, comparendo nell'episodio sedici della quarta serie.

### Vita privata
Sorella dell'attore Kevin Dunn, si sposò due volte: prima dal 1987 al 1995 con il drammaturgo Ray Hutcherson e dal 1998 è sposata con l'attore e regista Sean McGarry. Non ha mai avuto figli.

## Filmografia parziale

### Cinema
- Una donna in carriera (Working Girl), regia di Mike Nichols (1988)
- Nata ieri (Born Yesterday), regia di Luis Mandoki (1993)
- Inviati molto speciali (I Love Trouble), regia di Charles Shyer (1994)
- Air Bud 2 - Eroe a quattro zampe (Air Bud: Golden Receiver), regia di Richard Martin (1998)
- Three Kings, regia di David O. Russell (1999)
- Bella da morire (Drop Dead Gorgeous), regia di Michael Patrick Jann (1999)
- Heartbreakers - Vizio di famiglia (Heartbreakers), regia di David Mirkin (2001)
- Max Keeble alla riscossa (Max Keeble's Big Move), regia di Tim Hill (2001)
- Lo scroccone e il ladro (What's the Worst That Could Happen?), regia di Sam Weisman (2001)
- Una settimana da Dio (Bruce Almighty), regia di Tom Shadyac (2003)
- Piccole bugie travestite (Die, Mommie, Die!), regia di Mark Rucker (2003)
- Out of Time, regia di Carl Franklin (2003)
- La giuria (Runaway Jury), regia di Gary Fleder (2003)
- Laws of Attraction - Matrimonio in appello (Laws of Attraction), regia di Peter Howitt (2004)
- The Prize Winner of Defiance, Ohio, regia di Jane Anderson (2005)
- The Darwin Awards - Suicidi accidentali per menti poco evolute (The Darwin Awards), regia di Finn Taylor (2006)
- Southland Tales - Così finisce il mondo (Southland Tales), regia di Richard Kelly (2006)
- Strafumati (Pineapple Express), regia di David Gordon Green (2008)
- È complicato (It's Complicated), regia di Nancy Meyers (2009)
- LOL - Pazza del mio migliore amico (LOL: Laughing Out Loud), regia di Lisa Azuelos (2012)
- Parto con mamma (The Guilt Trip), regia di Anne Fletcher (2012)
- Entourage, regia di Doug Ellin (2015)
- Prendimi! (Tag), regia di Jeff Tomsic (2018)

### Televisione
- La tata (The Nanny) – serie TV, 8 episodi (1996-1999)
- Mignolo e Prof. (Pinky and the Brain) – serie TV, 1 episodio (1998) – voce
- X Files (The X-Files) - serie TV, 2 episodi (1998)
- Criminal Minds - serie TV, episodio 4x16 (2009)
- Chicago Med - serie TV (2016-in corso)
- 2 Broke Girls – serie TV, 2 episodi (2017)
- The Librarians – serie TV, episodio 4x09 (2018)
- The Big Leap - Un'altra opportunità (The Big Leap) - serie TV, 5 episodi (2021)

## Doppiatrici italiane
Nelle versioni in italiano delle opere in cui ha recitato, Nora Dunn è stata doppiata da: 
- Antonella Giannini ne La tata, Laws of Attraction, Matrimonio in appello, Criminal Minds, Private Practice, Grace and Frankie, Harry's Law
- Aurora Cancian in Bella da morire, Strafumati, Prendimi!, Le regole del delitto perfetto (ep. 6x03)
- Stefanella Marrama in Three Kings, Una settimana da Dio, Psych
- Susanna Javicoli in Una donna in carriera
- Barbara Castracane in Nata ieri
- Rita Savagnone in Lo scroccone e il ladro
- Marzia Ubaldi in Heartbreakers - Vizio di famiglia
- Angiolina Quinterno in La giuria
- Laura Boccanera in Southland Tales - Così finisce il mondo
- Paola Giannetti in X-Files
- Franca D'Amato in Out of Time, LOL - Pazza del mio migliore amico
- Angiola Baggi in The Big Leap - Un'altra opportunità
- Giovanna Martinuzzi ne Le regole del delitto perfetto (ep. 4x07)